# Promieniowanie charakterystyczne

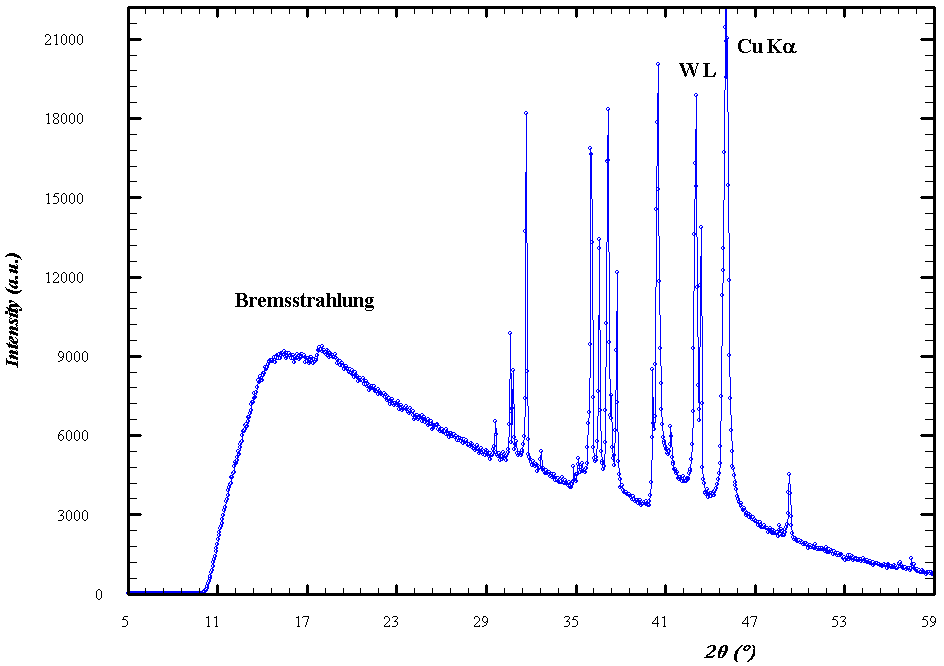
Widmo promieniowania rentgenowskiego dla antykatody zawierającej miedź. Widmo składa się ciągłego widma hamowania i linii promieniowania charakterystycznego.

Schemat emisji promieniowania charakterystycznego

Promieniowanie charakterystyczne – linie spektralne atomów charakterystyczne dla danego pierwiastka, powstające po wybiciu elektronu z wewnętrznej powłoki elektronowej i następującego po tym przejściu innego elektronu z powłoki wyższej na zwolnione miejsce. Po wybiciu elektronu z powłoki wewnętrznej (np. K lub L) atom ma większą energię, niż gdy ma wypełnione powłoki. Elektron przechodząc na poziom o mniejszej energii, może utracić ją w wyniku promieniowania elektromagnetycznego o energii równej różnicy energii między tymi poziomami.
Linię promieniowania charakterystycznego oznacza się według powłoki, na którą przechodzi elektron, oraz powłoki, z której przechodzi elektron. 
Rozpowszechnione są dwie notacje linii promieniowania charakterystycznego: notacja Siegbahna oraz notacja IUPAC.
| Powłoka, na którą przechodzi elektron | Powłoki, z której przechodzi elektron | Notacja Siegbahna            | Notacja IUPAC               |
| ------------------------------------- | ------------------------------------- | ---------------------------- | --------------------------- |
| {\displaystyle 1s_{1/2}}              | {\displaystyle 2p_{3/2}}              | {\displaystyle K\alpha _{1}} | {\displaystyle K-L_{3}}     |
| {\displaystyle 1s_{1/2}}              | {\displaystyle 2p_{1/2}}              | {\displaystyle K\alpha _{2}} | {\displaystyle K-L_{2}}     |
| {\displaystyle 1s_{1/2}}              | {\displaystyle 3p_{3/2}}              | {\displaystyle K\beta _{1}}  | {\displaystyle K-M_{3}}     |
| {\displaystyle 1s_{1/2}}              | {\displaystyle 4p}                    | {\displaystyle K\beta _{2}}  | {\displaystyle K-N_{2,3}}   |
| {\displaystyle 1s_{1/2}}              | {\displaystyle 3p_{1/2}}              | {\displaystyle K\beta _{3}}  | {\displaystyle K-M_{2}}     |
| {\displaystyle 2p_{3/2}}              | {\displaystyle 3d_{5/2}}              | {\displaystyle L\alpha _{1}} | {\displaystyle L_{3}-M_{5}} |
| {\displaystyle 2p_{3/2}}              | {\displaystyle 3d_{3/2}}              | {\displaystyle L\alpha _{2}} | {\displaystyle L_{3}-M_{4}} |
| {\displaystyle 2p_{1/2}}              | {\displaystyle 3d_{3/2}}              | {\displaystyle L\beta _{1}}  | {\displaystyle L_{2}-M_{4}} |
| {\displaystyle 3d_{5/2}}              | {\displaystyle 4f_{7/2}}              | {\displaystyle M\alpha _{1}} | {\displaystyle M_{5}-N_{7}} |
| {\displaystyle 3d_{5/2}}              | {\displaystyle 4f_{5/2}}              | {\displaystyle M\alpha _{2}} | {\displaystyle M_{5}-N_{6}} |
| {\displaystyle 3d_{3/2}}              | {\displaystyle 4f_{5/2}}              | {\displaystyle M\beta _{1}}  | {\displaystyle M_{4}-N_{6}} |

Energie linii promieniowania charakterystycznego pierwiastków można znaleźć w bazie NIST X-Ray Transition Energies Database.
Dla pierwiastków ciężkich promieniowanie charakterystyczne jest promieniowaniem rentgenowskim. Powstaje tylko wtedy, gdy napięcie między katodą a anodą w lampie rentgenowskiej przekroczy tzw. napięcie wzbudzenia, umożliwiające wybicie elektronu z głębszych powłok.
Za odkrycie promieniowania charakterystycznego fizyk brytyjski Charles Glover Barkla w 1917 roku otrzymał Nagrodę Nobla w dziedzinie fizyki.